# Abou Sayyaf
Ne doit pas être confondu avec le bourreau irakien Abou Sayyaf.
Al-Harakat al-Islamiyya (Le « Mouvement islamique »), plus connu sous le nom d'Abou Sayyaf (en arabe : أبو سياف), est une organisation terroriste islamiste, opérant dans les îles du sud des Philippines, principalement Jolo, Basilan et Mindanao.
Le groupe est actuellement combattu par l'armée philippine qui bénéficie de l'aide de l'armée américaine. L'organisation est considérée par l'Organisation des Nations unies comme proche d'Al-Qaida et à ce titre sanctionné de la part du Conseil de sécurité des Nations unies.
Le groupe est responsable d'un grand nombre d'attentats à la bombe, d'assassinats, d'enlèvements et d'extorsions de fonds, afin de promouvoir l'indépendance d'un État islamique composé de l'ouest de Mindanao et de l'archipel des Sulu, une première étape dans la création d'un grand état islamique situé dans la péninsule malaise en Asie du Sud-Est.
Le nom Abou Sayyaf est arabe et signifie « le père » (abou) « du sabreur » (sayyaf).
Abou Sayyaf est l'un des plus petits mais aussi des plus radicaux des groupes islamiques indépendantistes de Mindanao. Certains des membres d'Abou Sayyaf ont étudié ou travaillé en Arabie saoudite et développé des liens avec d'autres moudjahiddins pendant leur entraînement en Afghanistan ou au Pakistan.
L'organisation est placée sur la liste officielle des organisations terroristes du Canada, des États-Unis, de l'Australie et du Royaume-Uni

## Histoire
Les membres d'Abou Sayyaf sont à l'origine issus du Front Moro de libération nationale (MNLF), dont ils se séparent en 1991 sous l'impulsion d'Abdurajak Abubakar Janjalani.
Ramzi Yousef et Khalid Shaikh Mohammed, deux des radicaux impliqués dans l'opération Bojinka arrivent aux Philippines au début des années 1990 et deviennent organisateurs de plongées sous-marine à Puerto Galera. On suppose qu'il s'agissait d'une couverture pour recruter des militants d'Abou Sayyaf et les former.
Ramzi Yousef fait exploser une bombe à bord du vol 434 de Philippine Airlines, tuant un passager japonais. Un homme appelle alors les autorités et déclare « Nous sommes le groupe Abou Sayyaf. Nous faisons exploser un avion en provenance de Cebu ». On pense que cette opération était un test pour l'opération Bojinka découverte par la police de Manille le 6 janvier 1995.
La première opération d'envergure du groupe Abou Sayyaf est l'assaut d'une tête de pont dans la ville de Ipil sur l'île de Mindanao en avril 1995.
Le groupe est responsable du meurtre de plus de 30 étrangers (notamment des touristes) et de clercs chrétiens,
Abdurajik Janjalani est tué lors d'un affrontement avec les forces de police philippines le 18 décembre 1998. Son jeune frère, Khadaffy Abubakar Janjalani, lui succède à la tête de l'organisation. La mort du leader historique du groupe a induit un changement de politique du mouvement qui passe d'actions idéologiques et symboliques à des actions de kidnappings, de meurtres et de vols.
Le fief d'Abou Sayyaf est situé dans le sud des Philippines, mais ses membres voyagent occasionnellement pour des actions à Manille ou dans d'autres îles. Le groupe étend ses opérations à la Malaisie en 2000, avec l'enlèvement de touristes étrangers. Le groupe s'attaque deux fois à des hôtels de luxe, notamment à Sipadan, enlevant à chaque fois des touristes, en 2000 et 2001. Les otages sont relâchés quelques mois plus tard contre des rançons.
Le commandant Abou Sabaya est tué en 2002 en essayant d'échapper aux forces philippines. Galib Andang, dit le commandant Robot, est capturé à Sulu en décembre 2003.
Le groupe est accusé d'avoir perpétré l'attentat le plus meurtrier de l'histoire des Philippines, l'attaque d'un ferry près de Manille qui a fait cent morts en 2004.
En septembre 2006, Khadaffy Abubakar Janjalani est tué par les forces de sécurité philippines. Sa mort est prouvée par des tests ADN.
En janvier 2007, un haut-commandant du groupe, Jainal Antel Sali jr, aussi connu sous le nom d'Abu Sulaiman, est abattu par les forces philippines au cours d'un violent échange de tirs.
En juin 2007, Yasser Igasan est désigné comme le nouveau chef du groupe terroriste. La nouvelle est confirmée plus d'un an après, le 3 octobre 2008.
Le 20 juillet 2009, un porte-parole des forces armées philippines annonce que le gouvernement planifie une offensive majeure contre Abou Sayyaf en vue d'entraîner sa disparition d'ici fin 2010. De même, il affirme que cette opération doit viser à résoudre la question de la pauvreté au sud des Philippines, principal vivier du terrorisme.
Le 21 septembre 2009, l'armée philippine s'empare d'un des principaux repaires d'Abou Sayyaf sur l'île de Jolo. 24 islamistes et 8 soldats philippins sont tués au cours de l'affrontement.
Le 29 septembre 2009, une bombe improvisée explose au passage d'un véhicule de l'armée américaine à Indanan, tuant deux GI et un soldat philippin. L'attaque, bien que non revendiquée, est imputée à Abou Sayyaf. L'attentat pousse les responsables de l'armée américaine à retirer leurs troupes de la province de Sulu.
Le 9 novembre 2009, le directeur d'un établissement scolaire philippin, enlevé le 18 octobre 2009 près de Patikul sur l'île de Jolo, est retrouvé décapité.

## 2010: Offensive gouvernementale
Le 21 février 2010, une opération lancée par les forces armées philippines contre un camp d'Abou Sayyaf se solde par la mort de six militants islamistes et de deux soldats philippins. Parmi les six militants tués, figure Albader Parad, commandant militaire connu pour avoir orchestré l'enlèvement de trois soigneurs de la Croix-Rouge en janvier 2009.
Le 28 mars 2010, l'armée philippine capture un camp d'Abou Sayyaf à Sitio Kanbaddal dans le village de Panglayahan sur l'île de Sulu, dirigé par le chef islamiste Radulan Sahiron qui parvient à s'échapper. Quatre militants islamistes sont tués et un soldat philippin blessé au cours de l'affrontement.

## Depuis 2014
En août 2014, certains chefs et membres d'Abou Sayyaf font allégeance à l'État islamique,. Isnilon Totoni Hapilon prend la tête des factions pro-EI d'Abou Sayyaf, mais d'autres factions, menées par Radullan Sahiron, refusent de rallier l'EI.
En avril 2014, Abou Sayyaf capture en mer un couple d'Allemands entre Bornéo et les Philippines. En septembre, Abou Sayyaf menace de décapiter l'un de ses otages si l'Allemagne ne cesse pas ses livraisons d'armes au gouvernement régional du Kurdistan et si une rançon de 250 millions de pesos, soit environ 4,5 millions d'euros, n'est pas livrée avant le 10 octobre,,. Les deux otages allemands, Stefan Okonek, un médecin de 74 ans et Henrike Diele, 55 ans, sont finalement relâchés le 17 octobre par Abou Sayyaf qui affirme avoir perçu le versement d'une rançon,.
Les prises d'otages se poursuivent ; un prêtre italien, Rolando del Torchio, est enlevé le 25 octobre 2015, puis libéré le 8 avril 2016, sur l'île de Jolo. En 2016, trois autres Occidentaux sont retenus par Abou Sayyaf — deux Canadiens et un Norvégien enlevés le 21 septembre 2015 à Davao — qui réclame en échange de leur libération le versement d'une rançon, faute de quoi les otages seront exécutés. Le gouvernement philippin lance à son tour un ultimatum en menaçant de lancer une offensive militaire si les otages ne sont pas libérés. L'armée philippine passe à l'attaque le 9 avril, mais sans succès, elle subit un échec à la bataille de Sitio Bayoko,. Un otage canadien, John Ridsdel, est exécuté et sa tête est déposée le 25 avril dans une rue de Jolo par deux hommes à moto,,. Le 13 juin, Robert Hall est décapité à son tour. L'otage philippine Marites Flor, compagne de Robert Hall, est relâchée en juin. Le Norvégien Kjartan Sekkingstad et trois matelots indonésiens sont également libérés le 17 septembre 2016. Selon un porte-parole d'Abou Sayyaf, une rançon de 30 millions de pesos a été versée,.
Le vendredi 2 septembre 2016, au moins 14 personnes sont tuées lors d'une l'explosion d'une bombe à Davao, dans le sud des Philippines. Abou Sayyaf a été désigné comme étant l'auteur de cet attentat selon le gouvernement mais le groupe dément son implication et déclare qu'un groupe allié, « Dawlat ul-Islamiya », en est responsable.
Le Front Moro islamique de libération s'engage à la suite d'un accord de paix[Quand ?] avec les autorités à coopérer avec ces dernières dans la lutte contre les djihadistes.
Après avoir exigé le versement d'une rançon de 30 millions de pesos (560 000 euros), en février 2017, le groupe décapite un nouvel otage allemand, Jürgen Kantner, âgé de 70 ans, enlevé l'année précédente dans le sud des Philippines, alors qu'il naviguait sur son voilier avec sa compagne, Sabine Merz, retrouvée tuée par balle à bord du bateau.
En mai 2019, un otage néerlandais, Ewold Horn, un ornithologue enlevé en 2012, trouve à son tour la mort lors d'une opération militaire de l'armée philippine dans l'île de Jolo, au cours de laquelle il aurait été abattu par ses ravisseurs en essayant de s'enfuir.
En décembre 2023, plusieurs dirigeants et membres d'Abou Sayyaf sont tués par l'armée philippine.
En mars 2024, le chef militaire de l'armée philippine dans la région est de Mindanao annonce que le groupe terroriste islamique Abu Sayyaf a été « entièrement démantelé ». Il considère qu'environ 20 personnes du groupe restent actives (dans les provinces de Basilan et Sulu de la région de Bangsamoro) mais qu'elles n'ont plus la capacité à mener des attaques terroristes.

## Liste des principaux chefs
- Radulan Sahiron : haut responsable et commandant militaire
- Khair Mundos : financier, chef du groupe pour l'île de Basilan
- Purudji Indama : haut-responsable pour l'île de Basilan et commandant militaire
- Yasser Igasan : commandant militaire
- Hatib Hajan Sawadjaan, commandant militaire et successeur présumé d'Isnilon Totoni Hapilon comme émir régional pour l'État islamique en Asie du sud-est[39].

## Anciens chefs
- Abdurajak Abubakar Janjalani : fondateur et chef du groupe, tué le 18 décembre 1998
- Khadaffy Abubakar Janjalani : chef du groupe, tué le 4 septembre 2006
- Abu Sabaya : commandant militaire, tué en 2002
- Jainal Antel Sali, Jr. : porte-parole, tué le 16 janvier 2007
- Albader Parad : commandant militaire, tué le 21 février 2010
- Umbra Jumdail : commandant militaire et médecin, tué le 2 février 2012
- Isnilon Totoni Hapilon : no 2 présumé et émir régional pour l'État islamique en Asie du sud-est, tué lors du Siège de Marawi le 16 octobre 2017.

## Effectifs et financement
En 2009, les forces d'Abou Sayyaf sont estimées à plus de 2 000 membres avec un noyau actif de 200 personnes. En 2014, l'armée philippine estime cependant qu'Abou Sayyaf ne compte plus que 300 combattants.
On a longtemps pensé que le groupe ne recevait pas de financement externe et se contentait de ses enlèvements, rançons ou vols. Mais des rapports de services de renseignement des États-Unis, de l'Indonésie et de l'Australie montrent l'existence de liens par intermittence avec le groupe indonésien Jemaah Islamiyah.
Les membres d'Abou Sayyaf reçoivent près de 50 000 pesos, une somme très importante aux Philippines, en rejoignant l'organisation. Les membres repentis expliquent souvent qu'il s'agissait de leur principale motivation.